# Муджуру, Джойс
Джойс Теураи Ропа Муджуру (шона Joice Teurai Ropa Mujuru; 15 апреля 1955, Маунт-Дарвин), урождённая Рунаида Мугари (шона Runaida Mugari) — зимбабвийский политик, на протяжении длительного времени сподвижница Роберта Мугабе. Участница гражданской войны, руководящая активистка партии ZANU, жена Соломона Муджуру. С 1980 занимала различные посты в правительстве, в 2004—2014 — первый вице-президент Зимбабве. Рассматривалась как потенциальный преемник президента Мугабе. Отстранена от должности и исключена из правящей партии по обвинению в антипрезидентском заговоре.

## Партизанка гражданской войны
Родилась в городе Маунт-Дарвин на северо-востоке Южной Родезии. По национальности шона. В возрасте 18 лет, не окончив среднюю школу, примкнула к вооружённой борьбе за независимость и правление большинства. Существует сложившаяся версия её боевых заслуг, прежде всего расстрел вертолёта вооружённых сил Родезии 17 февраля 1974. Стала одной из первых женщин, занявших командную должность в ZANLA, военном крыле партии ZANU.
Носила партизанский псевдоним Teurai Ropa, что в переводе с языка шона означает «Проливающая кровь». Тогда же сменила семейное имя Рунаида на Джойс. В 1977 вышла замуж за Соломона Муджуру, заместителя главнокомандующего ZANLA, впоследствии главнокомандующего вооружёнными силами Зимбабве. Принадлежала к руководящему составу ZANU и окружению Роберта Мугабе.

## Член правительства. Обвинения и санкции
После провозглашения независимости Зимбабве 18 апреля 1980 и до 9 декабря 2014 Джойс Муджуру непрерывно занимала высокие государственные посты. В первом кабинете Мугабе 25-летняя Муджуру стала самым молодым министром. Будучи членом правительства, завершила среднее образование.
- 1980—1985 — министр по делам молодёжи и спорта
- 1985—1988 — государственный министр, начальник канцелярии премьер-министра
- 1988—1992 — министр общественного развития, кооперации и по делам женщин
- 1992—1996 — министр — губернатор Центрального Машоналенда
- 1996—1997 — министр информации, почты и телекоммуникаций
- 1997—2004 — министр сельского хозяйства и водных ресурсов

На этих постах Джойс Муджуру выступала абсолютно лояльным проводником политики Роберта Мугабе. В 1997, возглавляя телекоммуникационное министерство, Муджуру блокировала создание в Зимбабве независимой сети мобильной связи Ecocet, добиваясь сохранения монополии Telecel. Это было обусловлено не только коммерческими интересами (Соломон Муджуру имел долю в Telecel), но и стремлением не допустить независимой телекоммуникации в стране.
Как министр сельского хозяйства в начале 2000-х Джойс Муджуру была глубоко вовлечена в кампанию захватов ферм, принадлежащих белым владельцам. Она полностью поддержала боевиков ветеранской ассоциации во главе с Ченджераи Хунзви и Джозефом Чинотимбой. Чета Муджуру въехала в реквизированную у белого владельца ферму к югу от Хараре стоимостью 2,5 миллиона долларов США. Участие Муджуру в захватах стало достоянием широкой общественности. С 2001 Джойс Муджуру включена в американский санкционный список. Кроме того, Муджуру считается причастной к нелегальной продаже до 3,5 тонн золота из ДР Конго в нарушение санкционного режима.

## Первый вице-президент. Потенциальный преемник
В сентябре 2004 женская организация правящей партии ZANU выдвинула Джойс Муджуру на пост первого вице-президента (Конституция Зимбабве предусматривает два вице-президентских поста). Роберт Мугабе принял эту кандидатуру в расчёте на ослабление позиций тогдашнего председателя парламента Эммерсона Мнангагвы, проявлявшего серьёзные политчиеские амбиции. 6 декабря 2004 Муджуру была приведена к присяге. Вторыми вице-президентами являлись вначале Джозеф Мсика, затем Джон Нкомо.
На выборах 2008 Джойс Муджуру была избрана в парламент Зимбабве от Маунт-Дарвина, несмотря на заявление оппозиционного MDC о фальсификации результатов голосования.
На посту вице-президента Джойс Муджуру вошла в круг высшего партийно-государственного руководства. Отношения первого вице-президента с главой государства отличались подчёркнутой близостью, Муджуру называла себя «дочерью» Мугабе. Её позиции оставались прочными даже после того, как в 2007 Соломон Муджуру был обвинён в заговоре против Мугабе, помещён под домашний арест и в 2011 погиб в результате пожара.
Джойс Муджуру считалась потенциальным преемником Мугабе на президентском посту. Она пользовалась поддержкой в массовых общественных организациях, аффилированных с правящей партией — женской, молодёжной и особенно ветеранской. Многие функционеры местных организаций ZANU были её сторонниками. В то же время к середине 2010-х политические позиции Муджуру — ранее крайне радикальные — уже рассматривались как относительно умеренные и ориентированные на интересы бизнеса.

## Поражение в политическом конфликте. Отстранение и продолжение
Положение изменилось из-за конфликта Джойс Муджуру с влиятельной женой президента Грейс Мугабе. В конце 2014 Муджуру внезапно была обвинена в заговоре против президента, выведена из руководства ZANU и 9 декабря отстранена от должности первого вице-президента. На следующий день этот пост занял Эммерсон Мнангагва. В апреле 2015 Муджуру была исключена из правящей партии. Аналитики расценили происшедшее как относительный успех Грейс Мугабе в закулисной политической борьбе (эффект которого снижался назначением «сильного человека» Мнангагвы). Характерно, что министр по делам ветеранов Кристофер Муцвангва немедленно после отставки Муджуру стал отрицать факты её боевых подвигов времён войны, ранее не ставившиеся под сомнение.
Муджуру прокомментировала своё отстранение фразой о том, что обвинения в заговоре «смешны». Она не была арестована и не подверглась иным преследованиям. Бывшая вице-президент даже продолжила политическую деятельность, заявив о создании новой оппозиционной партии «Народ прежде всего» (Zimbabwe People First) с целью «демократизации Зимбабве». Эта инициатива была одобрена представителями MDC.